# نيكول بتيغيغ
نيكول بتيغيغ (بالإنجليزية: Nicole Buttigieg) (4 أغسطس 1993 بمالطا - ) هي مدربة كرة قدم ولاعبة كرة قدم مالطية في مركز الهجوم. شاركت مع منتخب مالطا الوطني لكرة القدم للسيدات.

## وصلات خارجية
- نيكول بتيغيغ على موقع Soccerway.com (الإنجليزية)